# Codete
Codete – polska firma informatyczna założona w 2010 roku, z główną siedzibą w Krakowie, oraz oddziałami w Lublinie i Berlinie. W 2022 roku firma została przejęta przez amerykańską firmę Exadel.

## Historia
Firma została założona w 2010 roku przez Karola Przystalskiego, który stworzył w Codete dział pracujący nad zastosowaniem technologii Data Science, Big Data i Blockchain. Współwłaścicielami i członkami Zarządu Codete są również Artur Olechowski oraz Grzegorz Śmiałek.
Pierwsze biuro Codete zostało uruchomione w Krakowie w 2010 roku, drugie utworzono w Lublinie w 2016 roku. Ze względu na ograniczenia prawa niemieckiego, pod które podlegała część klientów, uruchomiona została również filia w Berlinie. Pod koniec 2019 roku główna siedziba Codete została przeniesiona pod adres Na Zjeździe 11 (Kraków Podgórze).
W listopadzie 2022 firma została przejęta przez amerykańską firmę Exadel.

## Założyciele Codete
Karol Przystalski ukończył studia na Uniwersytecie Jagiellońskim, gdzie uzyskał tytuł doktora nauk technicznych. Jest autorem publikacji programistycznych, uczestnikiem międzynarodowych konferencji (TestDive, DevDay, TEDx Lublin, DeveloperWeek Europe, BigData Conference, Skład QA, Berlin ML), a w przeszłości był trenerem o’Reilly. Zbudował dział badawczy, który pracuje nad rozwiązaniami bazującymi na metodach uczenia maszynowego oraz rozwiązań z obszaru Big Data. W Codete jest odpowiedzialny za obszary IT, współpracuje również z niektórymi firmami z zestawienia Fortune 500 nad projektami z zakresu Data Science.
Grzegorz Śmiałek absolwent wydziału prawa Uniwersytetu Jagiellońskiego, Harvard Business School oraz szwajcarskiego Uniwersytet w St. Gallen. Jest współtwórcą projektu Medtransfer, a w listopadzie 2021 roku wziął udział w spotkaniu VBdots o charakterze MasterClass organizowanym przez Connecting Dots Foundation. Opowiadał na nim o wyzwaniach, jakie towarzyszą zmianie z roli managing partnera na współzałożyciela startupu. W strukturach firmy odpowiada za obszar finansów, zasobów ludzkich i rekrutacji.
Artur Olechowski jest absolwentem wydziału prawa Uniwersytetu Jagiellońskiego oraz Uniwersytetu Ekonomicznego w Krakowie. Prelegent międzynarodowej konferencji Finweek, dotyczącej innowacji finansowych. W strukturach Codete jest odpowiedzialny za obszar sprzedaży i marketingu.

## Rozwój międzynarodowy
Działalność Codete obejmuje współpracę z klientami krajowymi oraz międzynarodowymi. W pierwszej fazie rozwoju największy nacisk kładziono na firmy z obszaru niemieckojęzycznego (DACH): Austrię, Niemcy i Szwajcarię. Obecnie Codete współpracuje z przedsiębiorstwami z całego świata (m.in. Izrael, Wielka Brytania, Szwecja, Stany Zjednoczone czy Hong Kong).

## Działalność
Obecnie Codete świadczy usługi dla firm oraz startupów w zakresie: Big Data, Data Science, Machine learning i sztucznej inteligencji (AI), internetu rzeczy (ang. Internet of Things), R&D, przetwarzania w chmurze, tworzy Centra Rozwoju Oprogramowania, oraz UX/UI.
Codete oferuje usługi z zakresu tworzenia oprogramowania oraz aplikacji internetowych i mobilnych, badania, rozwoju i doradztwa w dziedzinie IT. Od drugiej połowy 2020 roku współpracuje z Krakowskim Szpitalem Uniwersyteckim w prowadzeniu działalności badawczo-rozwojowej.
Wśród klientów Codete znajdują się przedsiębiorstwa typu fintech (m.in. zajmujące się kryptowalutami) oraz firmy działające w zakresie ochrony zdrowia, handlu detalicznego i elektronicznego, marketingu, mediów, podróży, logistyki i transportu oraz przemysłu samochodowego. Współpracują m.in. z BMW, Kia Motors, Daimler, Wells Fargo, HSBC, Motorolą czy Deloitte.

### Medtransfer
Projekt Medtransfer usprawnia komunikację pomiędzy pacjentami oraz lekarzami, umożliwiając transfer wyników badań obrazowych (tomografii komputerowej, radiografii) przy pomocy szyfrowanego łącza. Innocenta Dźwierzyńska, współzałożycielka platformy dostrzegła potrzebę szybkiej wysyłki badań po własnej operacji, gdy „(pomyślała, że) idealnym rozwiązaniem byłoby stworzyć taką aplikację, przez którą w prosty sposób będę mogła wysłać swoje badania do lekarza, a on klikając w link będzie mógł je otworzyć bez konieczności ściągania na komputer”. Projekt jest realizowany we współpracy z Codete od 2020 roku.

## Inicjatywy
Poza projektami komercyjnymi, Codete organizuje wydarzenia edukacyjne, angażując się we współpracę z beneficjentami m.in. ze środowiska medycznego.

### Hack4Med CRACoV: Hackathon
Wydarzenie zorganizowane przez Szpital Uniwersytecki w Krakowie i Codete, polegające na 24-godzinnej rywalizacji w znalezieniu rozwiązania problemu przedstawionego przez organizatorów. Nazwa Hack4Med: CRACoV powstała przez połączenie słów Cracow (pol. Kraków) oraz Covid-19.
Tematem przewodnim pierwszej edycji medycznego hackathonu był „kalkulator ryzyka covidowego”. Rozwiązanie problemu miało na celu przypisanie pacjenta z Covid-19 do jednej z trzech grup: pacjent, u którego przebieg choroby będzie łagodny, pacjent ciężki oraz taki, u którego istnieje wysokie ryzyko zgonu. Aby uzyskać wiarygodne wyniki, zawodnicy pracowali na realnych, w pełni anonimowych danych pacjentów, mając możliwość konsultacji parametrów z obecnymi na wydarzeniu lekarzami.
Do finału zakwalifikowało się 25 najlepszych zespołów, złożonych ze specjalistów od przetwarzania danych, IT, oraz analityków. Zwycięzcy edycji 2021 – zespół „6 i 8 PKB” – przekazali całość nagrody (30 tys. zł) Uniwersyteckiemu Szpitalowi Dziecięcemu. Nazwa drużyny nawiązywała do 6,8 proc. PKB, czyli procentu, jaki powinien być przekazywany na finansowanie ochrony zdrowia.

### CodeteCON
Cykliczna konferencja technologiczna środowiska IT, organizowana przez firmę Codete w Krakowie i Lublinie od 2016 roku. Głównymi elementami programu CodeteCON są wykłady, warsztaty tematyczne, oraz tzw. lightning talks z gośćmi na scenie. Tematyka konferencji skupia się na zagadnieniach z zakresu back-endu, front-endu i Data Science.

## Nagrody i wyróżnienia

### Wyróżnienia lokalne
W 2018 Państwowa Inspekcja Pracy zorganizowała plebiscyt pod hasłem „Pracodawca – Organizator Pracy Bezpiecznej” i uznała krakowskie przedsiębiorstwo Codete za jedno z najlepiej dbających o swoich pracowników i przestrzegających przepisów w Małopolsce.
W 2019 roku Codete zdobyło Nagrodę Gospodarczą Prezydenta Miasta Lublina.
Firma czterokrotnie (2018-2020, 2023) zdobyła Gazele Biznesu przyznawane dla najdynamiczniej rozwijających się małych i średnich przedsiębiorstw w Polsce.
W 2022 roku otrzymała również wyróżnienie w konkursie HR Dream Team organizowanym przez portal Pracuj.pl.

### Nagrody międzynarodowe
W trzeciej edycji rankingu tworzonego przez brytyjski magazyn Financial Times, w 2019 roku, krakowska spółka znalazła się w gronie 1000 najszybciej rozwijających się przedsiębiorstw w Europie. Zestawienie FT 1000: Europe’s Fastest Growing Companies bierze pod uwagę najwyższy procentowy wzrost przychodów i na tej podstawie publikuje listę. Codete uplasowało się wówczas na 336. miejscu.
W 2021 roku Codete zostało wyróżnione w rankingu Clutch 100 for Sustained Growth stworzonym przez przedsiębiorstwo badawcze B2B z siedzibą w Waszyngtonie. Uczestnicy zestawienia zostali uszeregowani na podstawie bezwzględnego tempa wzrostu przychodów w latach 2017–2020, a Codete zajęło 82. miejsce spośród wszystkich firm w kategorii IT. Wyróżnienie to zostało ponownie przyznane Codete w 2022 roku.